# Джордж Мюррей (військовослужбовець)
Сер Джордж Мюррей GCB GCH FRS (англ. Sir George Murray, 1772—1846) — британський військовослужбовець, політичний діяч, у період життя час обіймав різні державні посади (у тому числі посаду державного секретаря у справах війни та колоній).

## Ранні роки
Мюррей народився в Перті, Шотландія, він був другим сином сера Вільяма Мюррея з Охтертайра, 5-го баронета. Він здобув освіту в Королівській середній школі в Единбурзі і згодом вступив до Единбурзького університету. Його матір'ю була леді Августа Маккензі, молодша дочка якобита Джорджа, 3-го графа Кромарті. Його старший брат був сер Патрік Мюррей, шостий баронет.

## Військова кар'єра
У 1789 році Мюррей вступив до 71-го піхотного полку, досяг звання капітана в 1794 році і проходив службу у Фландрії (1794-95), у Вест-Індії, Англії та Ірландії. У 1799 році він отримав звання підполковника, вступив до відділу генерал-квартирмейстера і заробив собі гарну репутацію як генерал-квартирмейстер (1808—1811 рр.). Під час війни на півострові при герцозі Веллінгтоні і отримав підвищення до полковника в 1809 році. Після нетривалого перебування на посаді генерал-квартирмейстера в Ірландії, Мюррей повернувся в кампанію на півострові генерал-майором (1813—1814 рр.) і отримав орден Бані в 1813 році. Під час війни на півострові він був присутній на церемонії бою при Ла-Корунья, Талавера, Бусако, Фуентес-де-Оньоро, Вітторія, Нівель, Ниві, Ортезі та Тулузі.
Він не тривалий час перебував у Канаді з грудня 1814 по травень 1815 як тимчасовий віце-губернатор Верхньої Канади. На посаді він забезпечував оборону країни. Він швидко повернувся до Європи після втечі Наполеона з Ельби, але прибув надто пізно, щоб взяти участь у битві при Ватерлоо .
Після припинення військових дій, Мюррей отримав призначення до Франції як начальник штабу окупаційної армії. Згодом у 1819 він був призначений губернатором у Королівський військовий коледжі, що знаходиться в Сандхерсті. У 1820 році він був удостоєний почесного ступеня в Оксфордському університеті і був обраний членом Лондонського королівського товариства в 1824 році. Згодом його було призначено генерал-лейтенантом артилерійського озброєння, а потім головнокомандувачем Ірландії. 1828 року він пішов у відставку і став секретарем колонії. Пізніше він був головнокомандувачем артилерійських озброєнь з 1834 по 1835, а надалі знову обіймав цю посаду з 1841 по 1846.

## Політична кар'єра
Мюррей був торі, а пізніше консерватором у політиці. Він був членом парламенту від Пертшира з 1824 по 1832 і з 1834 до виходу на пенсію в 1835 році. З 1828 по 1830 рік він обіймав посаду державного секретаря у справах війни та колоній.